# Adelchi Bianchi
Adelchi Bianchi (1918 - 1968) fue un director y guionista italiano.

## Biografía
Bianchi, trabajó como director de fotografía en varios cortometrajes en los años 1940 y 1950, a menudo dirigidos por Edmondo Cancellieri. Entre 1951 y 1968 produjo, dirigió y en parte escribió cuatro películas, falleciendo poco después de terminar de rodar su última película.

## Filmografía
- Bellezze a Capri, codirigida con Luigi Capuano
- Amanti del passato (1953)
- Vite perdute, codirigida con Roberto Mauri (1959)
- Buckaroo (Il winchester che non perdona) (1967)